# Oslo (film)
Oslo è un film per la televisione del 2021 diretto da Bartlett Sher, tratto dall'omonima opera teatrale di J. T. Rogers.

## Trama
Il governo israeliano e l'Organizzazione per la Liberazione della Palestina (OLP) lavorano segretamente, tramite i norvegesi, per raggiungere degli accordi politici, portati a termine a Oslo nel 1993.

## Produzione

### Sviluppo
Nell'aprile del 2017 fu annunciato che Marc Platt avrebbe prodotto un adattamento televisivo del dramma di J. T. Rogers. Il progetto sarebbe stato diretto da Berlett Sher, che aveva già curato la regia della pièce a Londra e Broadway.
Nel novembre del 2020 Andrew Scott e Ruth Wilson entrarono nel cast del film.

### Riprese
Le riprese cominciarono a Praga nel novembre 2020.

## Promozione
Il primo trailer del film è stato distribuito il 26 aprile 2021.

## Distribuzione
Il film debutta negli Stati Uniti in prima serata sul canale via cavo HBO il 29 maggio 2021.

## Riconoscimenti
- Premio Emmy
  - 2021 – Candidatura per il miglior film per la televisione